# Lijst van burgemeesters van Winterswijk
Dit is een lijst van burgemeesters van de Nederlandse gemeente Winterswijk in de provincie Gelderland.
| Ambtsperiode | Naam burgemeester                         | Partij of stroming | Bijzonderheden                               |
| ------------ | ----------------------------------------- | ------------------ | -------------------------------------------- |
| 1813 - 1834  | Hendrik Willink                           |                    |                                              |
| 1836 - 1856  | Oswald Tulleken                           |                    |                                              |
| 1856 - 1863  | Matthijs Arnoldus Holsboer                |                    |                                              |
| 1863 - 1874  | J.F. Veeren                               |                    |                                              |
| 1874 - 1883  | mr. Theodoor Philip (Th.Ph.) baron Mackay | ARP                |                                              |
| 1883 - 1905  | Eco (E.) Haitsma Mulier                   |                    |                                              |
| 1905 - 1928  | Jhr. Gerard Alfred van Nispen             |                    |                                              |
| 1928 - 1938  | J.A.R. Bosma                              |                    |                                              |
| 1938 - 1941  | Jan (J.) Kneppelhout                      |                    |                                              |
| 1941 - 1942  | mr. J. Voorink                            |                    | waarnemend 21 april 1941 - 17 maart 1942     |
| 1942 - 1945  | Willem Pieter Cornelis Bos                | NSB                | 28 maart 1942 - ?                            |
| 1945 - 1945  | mr. J. Voorink                            |                    | weer waarnemend 31 maart 1945 - 4 april 1945 |
| 1945 - 1955  | Jan (J.) Kneppelhout                      |                    | v.a. 4 april                                 |
| 1955 - 1970  | Jan (J.B.) Vlam                           | PvdA               |                                              |
| 1970 - 1974  | Marten (M.) Bushoff                       | PvdA               |                                              |
| 1974 - 1990  | Cor (C.) de Vries                         | PvdA               |                                              |
| 1991 - 1993  | Paul (P.A.E.) van Erkelens                | D66                |                                              |
| 1994 - 2005  | Christine (C.) Stigter                    | PvdA               |                                              |
| 2005 - 2017  | drs. Thijs (M.J.) van Beem                | PvdA               |                                              |
| 2017 - heden | B.J.J. (Joris) Bengevoord                 | GroenLinks         |                                              |